# 이규리 (방송인)
이규리(李揆利, 1963년 ~ )는 대한민국의 전 MBC 아나운서이다. 이화여자대학교 시청자교육학과를 졸업하였다. 이규원 아나운서의 언니이기도 하다.

## 학력
- 이화여자대학교 시청각교육학 학사

## 방송진행
- 장학퀴즈 (MBC  TV)